# Montseny naturpark

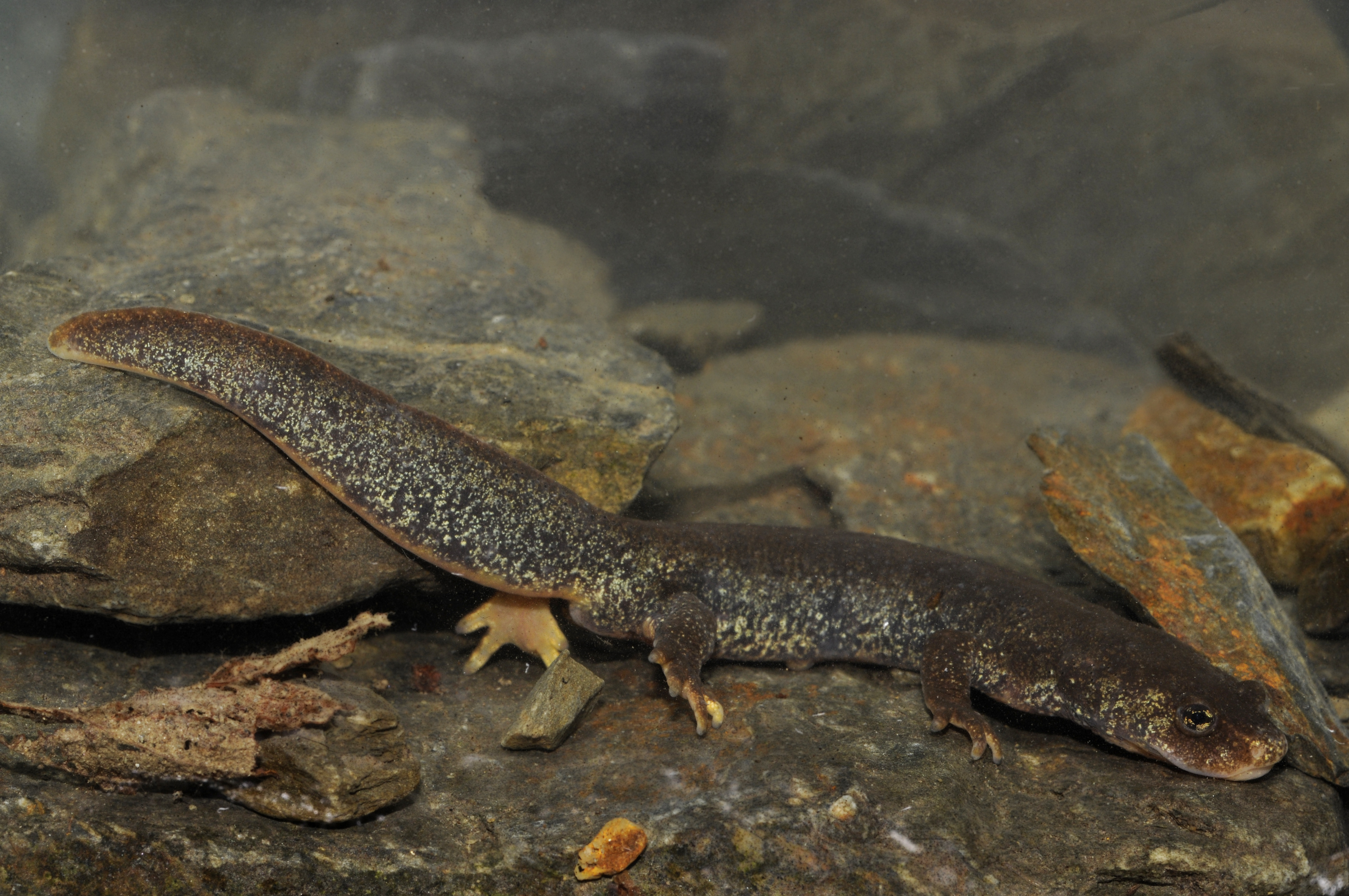
Montseny huserar en för Katalonien endemisk vattensalamander

Montseny naturpark (katalanska: Parc Natural del Montseny) är en av Kataloniens 14 naturparker. Parken är belägen omkring 50 km från Barcelona, och fördelas på 18 kommuner.
Parken grundades år 1977, och är den äldsta naturparken i Katalonien. Det täcker bergsmassivet Massís del Montseny, vars högsta toppar är Turó de l'Home (1 706 m), Les Agudes (1 703 m), El Matagalls (1 697 m) och El Puig Drau med 1 344 m. Naturparken har en varierande biosfär, och rymmer bland annat Europas sydligaste granskog. På grund av parkens flera biomer utsåg UNESCO området till biosfärområde år 1978.       

## Landskap
Montseny reser sig karaktäristiskt över det omgivande landskapet som ett högt bergsmassiv, synligt från många platser i Katalonien och är omtalat för sin naturskönhet. Själva ursprunget till namnet Montseny kommer just ifrån bergets utmärkande karaktär från det kringliggande landskapet, av det latinska Mont Signus ("signalberget"). 